# Hedel
Hedel est un village néerlandais de la commune de Maasdriel, situé dans la province du Gueldre.

## Géographie
Hedel est situé au sud du Bommelerwaard, entre Kerkdriel et Ammerzoden. Le village est situé sur la rive droite de la Meuse, en face de Bois-le-Duc. Le hameau de Californië est situé sur la route d'Ammerzoden.

## Histoire
En 1840, la commune comptait 228 maisons et 1 395 habitants. La commune était indépendante jusqu'au 1er janvier 1999, date à laquelle la commune a été rattachée à Maasdriel.
Jusqu'en 1950, Hedel avait une gare ferroviaire sur la ligne de chemin de fer reliant Utrecht à Boxtel.